# Wierzbięta z Branic
Wierzbięta z Branic (ur. prawdop. w 1370, zm. w 1424 lub 1425) – stolnik krakowski i starosta sanocki (1412). 
Pochodził ze znanego małopolskiego rodu możnowładczego Świebodziców-Gryfitów, prawnuk Klemensa z Ruszczy, syn Wierzbięty (który w 1360 r. przeniósł Branice, a także m.in. Wolę Rusiecką i Stryjów z prawa polskiego na średzkie). 
Był właścicielem wsi Ruszcza (obecnie część miasta Krakowa), którą w 1405 r. (wraz z Grabiem i Mikluszowicami) przeniósł na prawo magdeburskie. W Ruszczy około roku 1420 ufundował nowy gotycki kościół św. Grzegorza, w którym został pochowany i gdzie można oglądać jego płytę nagrobną. Ufundował także kościół w Grabiu. Uważa się go za fundatora witraża Madonny z Dzieciątkiem z kościoła Nawiedzenia NMP w Iwkowej.
Poślubił Dorotę z rodu Łabędziów. Z małżeństwa tego pochodzili dwaj synowie: Grzegorz (zm. ok. 1458), kasztelan radomski, oraz Piotr (zm. 1472), kasztelan biecki.